# Jan Ignacy Kowalski
Jan Ignacy Kowalski  herbu Abdank (ur. w 1762 roku w Wielopolu, powiat stryjski, zm. w 1847 roku w Birczy) – polski Szlachcic W roku 1841 zakupił miejscowość Bircza wraz z zamkiem. W Birczy przebywał do śmierci.
Jego synem był Adam Anzelm Wojciech Kowalski.